# Tigman
Koordinaten: 9° 22′ N, 118° 32′ O
Tigman ist ein zur philippinischen Stadtgemeinde Aborlan gehörendes Baranggay. Es liegt an der Südostküste der Insel Palawan und grenzt direkt an die Sulusee.
Das Dorf befindet sich etwa 100 m von der Küste entfernt und hat etwa 1.500 Einwohner, die von der Landwirtschaft, (Reisanbau, Copragewinnung) und vom Fischfang leben.

Umgeben ist Tigman von mehreren, insgesamt etwa 2,5 km langen, palmengesäumten Stränden. An touristischen Einrichtungen existieren zurzeit die zwei Ferienanlagen „Sulu Sea Pearl“ und „Sea Eagle“. Die Schönheit der Küste hat mittlerweile auch einige Ausländer angezogen, die sich hier dauerhaft niedergelassen haben.